# Agustí Riera i Pau

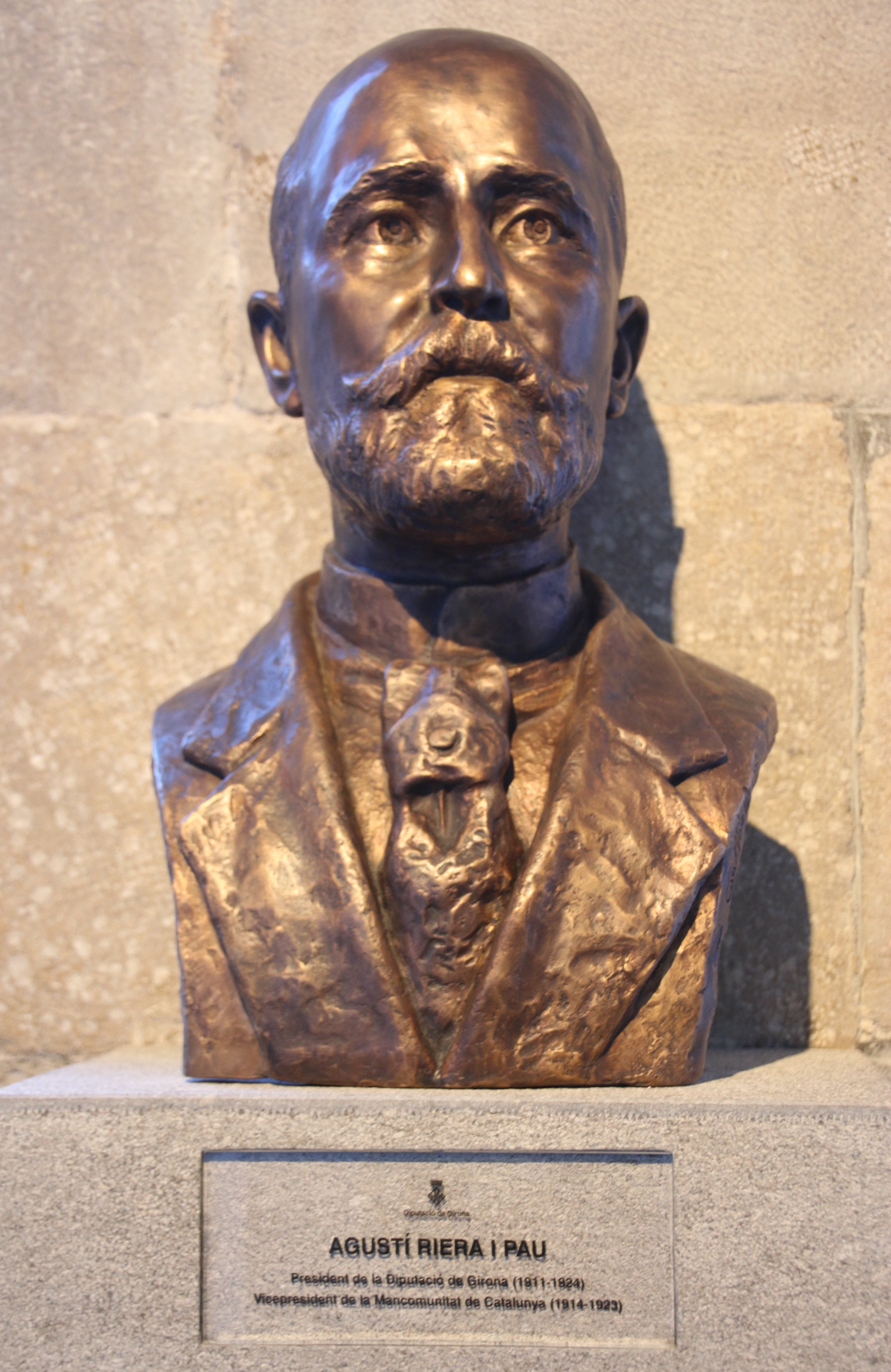
Bust d'Agustí Riera i Pau, per Ció Abellí, emplaçat al claustre de la Diputació de Girona

Agustí Riera i Pau (Sábalo, Guane, Cuba, 2 de juliol de 1876 - Les Encies, les Planes d'Hostoles, Garrotxa, 27 d'agost de 1936) fou un metge i polític català conservador.
Segon fill del metge Narcís Riera i Illa, de Vilamarí (Pla de l'Estany), i de Crescència Pau Caulas, de Besalú (Garrotxa). Els seus pares varen emigrar temporalment a Cuba fugint de la tercera guerra carlina. Quan van retornar a Catalunya, l'Agustí tenia 8 anys. Va tenir tres germanes i dos germans.
Va rebre els ensenyaments primaris al Collell, i més tard el batxillerat a l'Institut de Girona amb la qualificació de premi extraordinari, on va coincidir amb Francesc Cambó, amb qui l'uniria una amistat que duraria tota la vida. Tots dos formaren part de la Lliga Regionalista des de la seva fundació.
Va estudiar medicina a la Universitat de Barcelona, on es llicencià brillantment el 30 de maig de 1899. Es va casar el 1903 amb Maria Teresa Trotcha Estalella, nascuda a Cuba, filla de Zenon Trotcha, exbanquer d'Arenys de Mar, també emigrat a Cuba. El matrimoni va viure a Barcelona fins que, a causa del traspàs del seu pare, el 1905, es traslladà a Sarrià de Ter per fer-se càrrec de la consulta mèdica d'aquest. Varen tenir set fills. Va ser membre de l'Associació de Metges i Biòlegs de Llengua Catalana, en la qual ocupà el càrrec de vocal adjunt en representació de les comarques gironines. Fou un metge molt estimat i valorat a la comarca.
Va ser elegit diputat provincial de Girona per la Lliga Regionalista, i entre el 13 de març de 1911 i el 13 de gener de 1924 va ser president de la Diputació de Girona. Com a tal, va participar en la creació de la Mancomunitat de Catalunya, òrgan format per les quatre diputacions catalanes, vigent entre 1914 i 1925. Va ser nomenat conseller de la Mancomunitat de Comunicacions i Obres Públiques, càrrec en què va treballar de manera eficaç en l'ampliació de la xarxa de camins veïnals i carreteres locals i en l'extensió de línies telefòniques. També va formar part, juntament amb el seu amic Francesc Cambó, de la comissió de parlamentaris catalans a Madrid, creada el 1918.
El 9 de gener de 1921 va presidir els Jocs Florals a Sarrià de Ter. El 13 de maig de 1923 va ser escollit senador per la província de Barcelona. El 1933, com a president del Centre Catalanista de Girona, fou nomenat vicepresident del Consell de Govern de la Lliga Catalana.
Amb l'esclat de la Guerra Civil (18 de juliol de 1936) va ser amenaçat de mort. Cambó li va oferir la possibilitat d'exiliar-se, com molts altres polítics feien, però va declinar l'oferta. El dia 27 d'agost de 1936 el van trobar assassinat en un petit bosc prop de les Encies, a les Planes d'Hostoles. Dos carrers porten el seu nom: a Girona (al Pont Major) i a Sarrià de Ter.